# Jan Benda
Jan Benda (14. prosince 1933 – 1. prosince 1999) byl český politik, bývalý senátor za Senátní obvod č. 79 – Hodonín a člen KDU-ČSL.

## Vzdělání, profese a rodina
Po studiu na gymnáziu pracoval v brněnské Zbrojovce a poté v hodonínské Sigmě. Po převratu se začal věnovat politice na místní úrovni. Dlouhá léta spoluorganizoval a konferoval Mezinárodní folklórní festival ve Strážnici. 1. prosince 1999 podlehl v hodonínské nemocnici dlouhodobé nemoci.

## Politická kariéra
V letech 1994–1998 působil jako místostarosta Hodonína.
Ve volbách 1996 se stal členem horní komory českého parlamentu, přestože jej v prvním kole porazil občanský demokrat Pavel Hofírek v poměru 29,93 % ku 21,23 % hlasů. Ve druhém kole však zvítězil Benda se ziskem 54,04 % hlasů. V senátu se angažoval ve Výboru petičním, pro lidská práva, vědu, vzdělávání a kulturu a zastával funkci místopředsedy senátorského klubu KDU-ČSL. Ve volbách 1998 svůj mandát neobhajoval.